# Jan-Bernd Hövener
Jan-Bernd Hövener (* 1980 in Münster) ist ein deutscher Physiker und Professor an der Christian-Albrechts-Universität zu Kiel im Bereich bildgebender Verfahren und biomedizinischer Technik. Der Hochschullehrer und Wissenschaftler ist vor allem bekannt für seine Arbeiten zur Magnetresonanztomographie (MRT) und quantenmechanischen Hyperpolarisierung von Kernspins.
Er ist im Emmy-Noether-Programm der Deutschen Forschungsgemeinschaft und Mitglied des Vorstands des Exzellenzclusters Precision Medicine in Chronic Inflammation an der Universität Kiel.

## Biografie
Hövener studierte Physik an den Universitäten in Münster, Nizza und Heidelberg. Nach seiner Diplomarbeit am Deutschen Krebsforschungszentrum Heidelberg im Bereich medizinischer Physik und Aufenthalten an der New York University forschte er am Huntington Medical Research Institute und California Institute of Technology in Pasadena, USA. Er promovierte 2008 an der Fakultät für Astronomie und Physik in Heidelberg zum Thema hyperpolarisierte Magnetresonanztomographie. Anschließend schloss sich Hövener der Arbeitsgruppe von Jürgen Klaus Hennig am Universitätsklinikum Freiburg an. In Freiburg wurde er in die 4. Exzellenzakademie für Nachwuchswissenschaftler in der Medizintechnik der DFG aufgenommen; er war Mitglied im Deutschen Konsortium für Translationale Krebsforschung und stellvertretender Leiter des MasterOnline Studiengangs „Technische Medizin“. Von 2014 bis 2022 leitete er die Emmy-Noether-Gruppe Metabolische und molekulare MRT. Hövener habilitierte sich 2016 an der Universität Freiburg im Fach „Experimentelle Radiologie“. Seit Juni 2017 ist er Professor für Translationale Magnetresonanztomographie an der Medizinischen Fakultät der Christian-Albrechts-Universität zu Kiel sowie Leiter der Sektion Biomedizinische Bildgebung der Klinik für Radiologie und Neuroradiologie am Universitätsklinikum Schleswig-Holstein (UKSH), Campus Kiel, und Leiter des Molecular Imaging North Competence Centers (MOIN CC) das Kompetenzzentrum des Landes für präklinische Bildgebung und core facility der Kieler Universität.

## Wissenschaftlicher Beitrag
Jan-Bernd Hövener forscht im Bereich der Medizinischen Physik an neuen Bildgebungsmethoden, insbesondere der Magnetresonanztomographie und Hyperpolarisierung. Seine Forschungsinteressen sind die Hyperpolarisierung, die angewandte Quantentechnologie, die Sequenzentwicklung und die dentale MRT. Er erfand spezielle Spulen für die MRT von Zähnen und entdeckte mit seinen Kollegen unter anderem die kontinuierliche Hyperpolarisierung mit paraWasserstoff, ohne Polarisator und PHIP-RASER. In der Lehre behandelt Hövener Themen wie MRT, Röntgen- und CT Bildgebung sowie die Wechselwirkung von ionisierender Strahlung mit biologischem Gewebe.
Hövener ist oder war an verschiedenen Verbundprojekten der EU und DFG (Exzellenzcluster PMI EXC 2167, europol-itn, miTarget FOR 5042, TRR 287 BULK reaction, GRK 2154 materials4brain) beteiligt, und er ist im scientific advisory board von MgSAFE. Von 2016 bis 2017 war er Präsident der Deutschen Sektion der Internationalen Gesellschaft für Magnetresonanz in der Medizin (ISMRM DS), 2016 und 2019 Präsident der Jahrestagung der ISMRM DS.

## Mitgliedschaften in wissenschaftlichen Vereinigungen
- Deutsche Sektion der International Society for Magnetic Resonance in Medicine (ISMRM)
- European Society for Molecular Imaging (ESMI)
- Deutsche Physikalische Gesellschaft (DPG)

## Ehrungen und Auszeichnungen
- 2009: Bester Vortrag, 12. Jahrestagung der Deutschen Sektion der ISMRM in Basel[26]
- 2010: Exzellenzakademie für Nachwuchswissenschaftler der DFG[27]
- 2010: Gorter-Preis der ISMRM DS, zweiter Platz[28]
- 2014: Förderpreis der Familie Klee, zweiter Platz[29]
- 2014–2022: Leiter einer Emmy Noether-Nachwuchsgruppe[30]
- 2012 - 2017: Vorstandsmitglied[31] und 2016–2017 Präsident der ISMRM DS
- 2016: Tagungspräsident der gemeinsamen Jahrestagung der ISMRM DS und DGMP in Würzburg[32]
- 2019: Tagungspräsident der 22. Jahrestagung der ISMRM DS in Kiel[33]

## Publikationen
Hövener ist Autor beziehungsweise Co-Autor von mehr als 60 Publikationen (Stand: 2022) unter anderem in Angewandte Chemie, Nature Communications und dem Journal of the American Chemical Society.